# C19orf24
C19orf24 (англ. Chromosome 19 open reading frame 24) – білок, який кодується однойменним геном, розташованим у людей на короткому плечі 19-ї хромосоми. Довжина поліпептидного ланцюга білка становить 132 амінокислот, а молекулярна маса — 14 249.
| 10         |  | 20         |  | 30         |  | 40         |  | 50         |
| ---------- |  | ---------- |  | ---------- |  | ---------- |  | ---------- |
| MGPRVLQPPL |  | LLLLLALLLA |  | ALPCGAEEAS |  | PLRPAQVTLS |  | PPPAVTNGSQ |
| PGAPHNSTHT |  | RPPGASGSAL |  | TRSFYVILGF |  | CGLTALYFLI |  | RAFRLKKPQR |
| RRYGLLANTE |  | DPTEMASLDS |  | DEETVFESRN |  | LR         |  |            |

A: Аланін

C: Цистеїн

D: Аспарагінова кислота

E: Глутамінова кислота

F: Фенілаланін

G: Гліцин

H: Гістидин

I: Ізолейцин

K: Лізин

L: Лейцин

M: Метіонін

N: Аспарагін

P: Пролін

Q: Глутамін

R: Аргінін

S: Серин

T: Треонін

V: Валін

Кодований геном білок за функцією належить до фосфопротеїнів. 
Локалізований у мембрані.